# 905 هـ
905 هـ هي سنة في التقويم الهجري امتدت مقابلةً في التقويم الميلادي بين سنتي 1499 و1500.

## وفيات
- إبراهيم بن علي الكفعمي
- الكمال بن أبي شريف
- خالد بن عبد الله الأزهري
- محمد بن عبد الرحمن الإيجي